# كين هاكيت
كين هاكيت (بالإنجليزية: Ken Hackett)‏ هو دبلوماسي أمريكي، ولد في 27 يناير 1947 في بوسطن في الولايات المتحدة.